# Бекёльце
Бе́кёльце (венг. Bekölce [ˈbɛkøltsɛ]) — село в Венгрии, в регионе Северная Венгрия, в медье Хевеш, в Белапатфальваском яраше, в зоне притяжения Эгера.

## Расположение
Располагается на территории горного массива Бюкк, на юго-восточной границе возвышенности Хевеш-Боршоди-Домбшаг, вдоль речки Бекёльцеи. Расстояние от соседних населённых пунктов: Боршоднадашд (7 км), Эгерчехи (3 км), Микофальва (5 км), Сентдомонкош (9 км). Находится в 8 км от центра яраша Белапатфальвы, от административного центра медье Эгера в 26 км.

## Природа

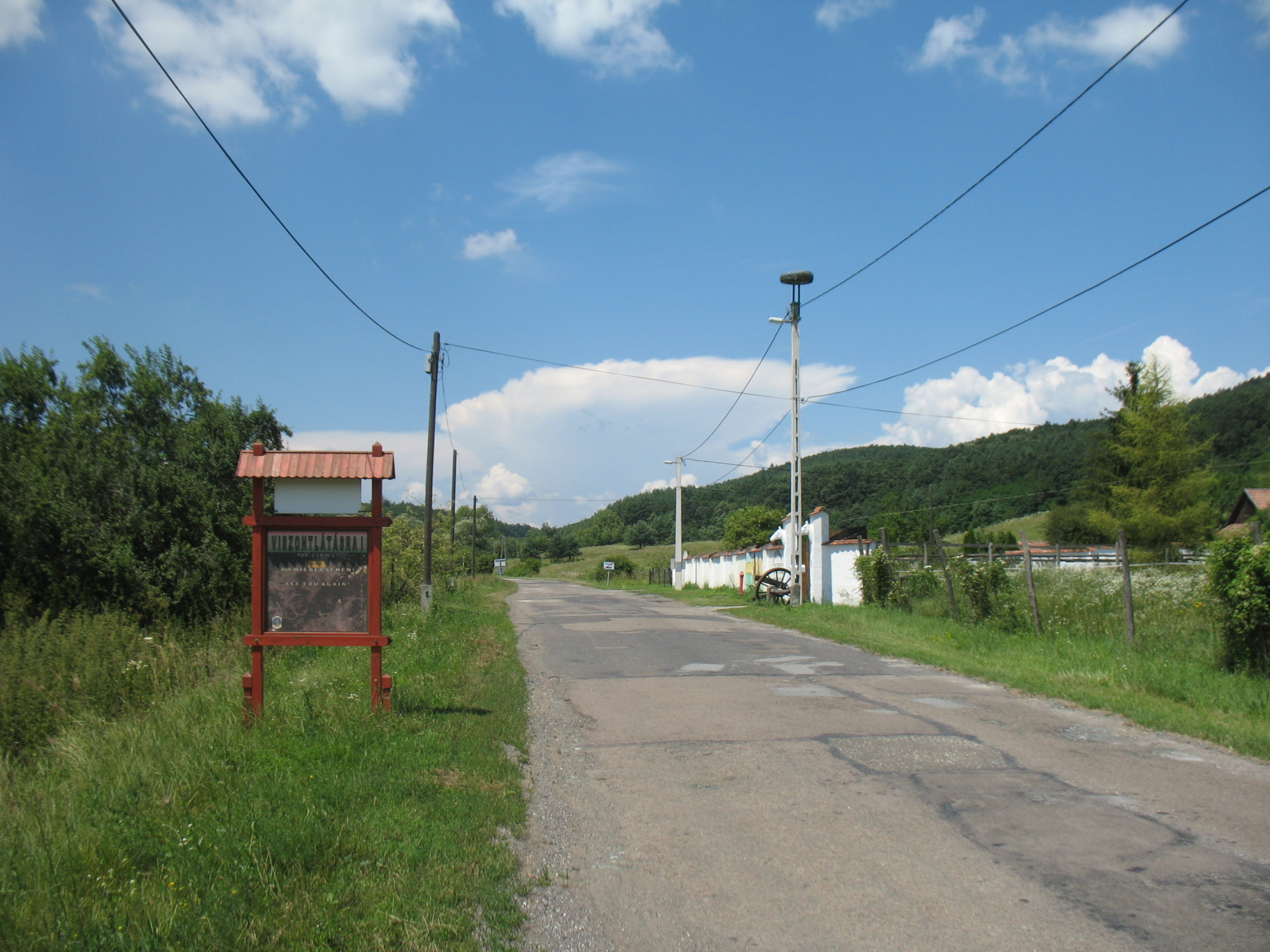
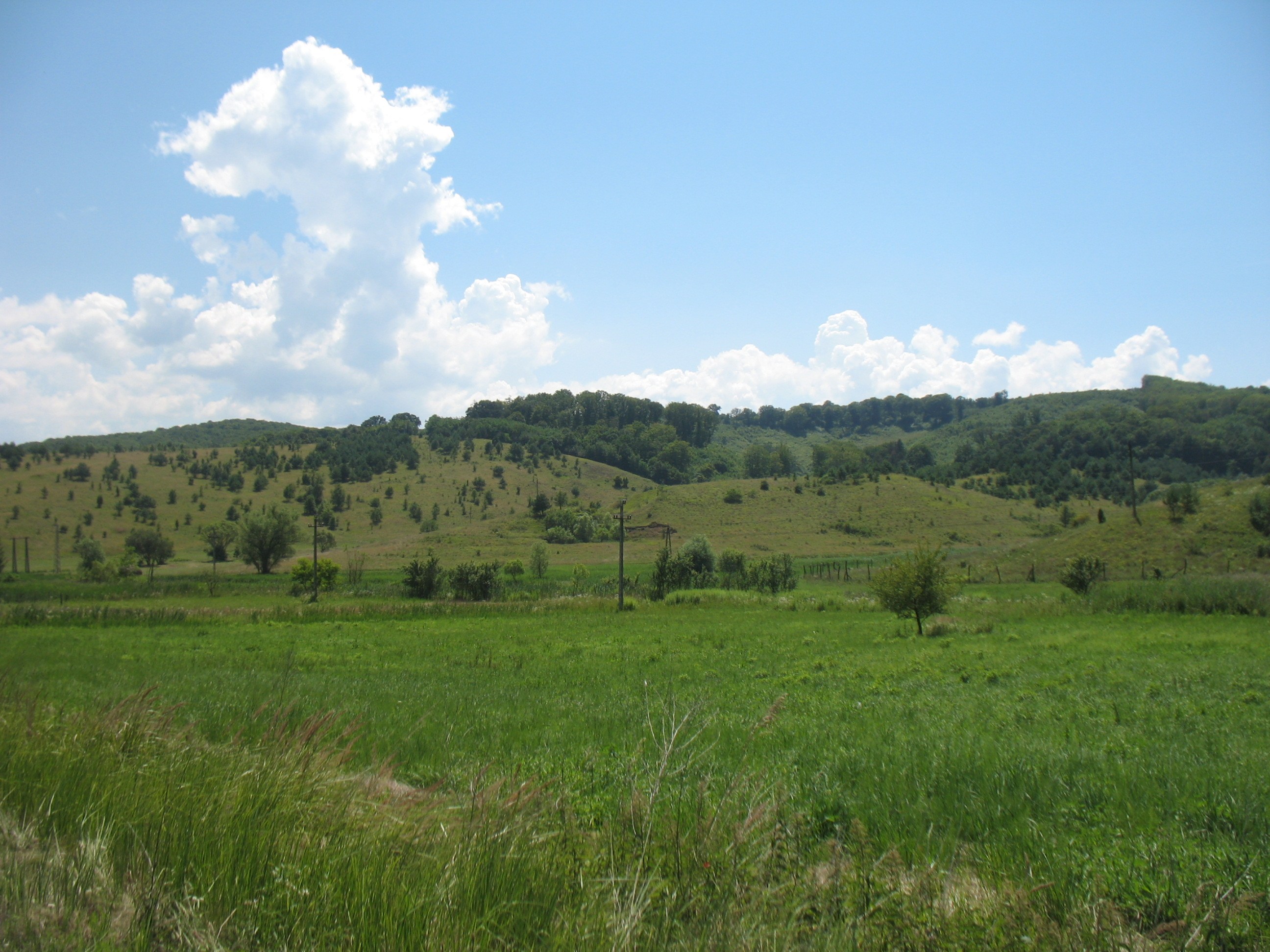

## История
Старинный венгерский населённый пункт, который в разное время принадлежал разным комитатам — Боршоду и Хевешу. Первоначально был частью хевешской крепостной системы. Первое письменное упоминание села, как Bukolche (Букольче), указано в документации около 1300. Происхождение названия — по имени владельца села, семьи Бекёльцеи.
До 1484 Бекёльце было имением семьи Бекёльцеи, затем после смерти этой семьи король Матьяш I даровал это имение семье Цобор из Цоборсентмихая и семье Фарноши.
В 1492 относилось к комитату Боршод, но уже в налоговой переписи 1546 числилось среди сёл комитата Хевеш и имело 6 дворов.
В 1589—1590 по отчётам капитана эгерской крепости Жигмонда Ракоци в крепость на службу была взята десятая часть населения села. В произведённых переписях по годам: в 1635 было 1 ¾ двора, в 1647 — 2, в 1675 — 3/4, в 1686 — ½. На протяжении веков деревня многократно вымирала, в последний раз о разрушенном населённом пункте упоминалось в документе за 1688 год.
В 1693 селом владели Дьёрдь Хефлани, Петер, Дьёрдь и Шандор Качонди, а позднее и Сентмиклошши.
С 1777 у села появляется своя печать.
В первой половине XIX века селом владел Шамуэл Драшкоци, от которого село перешло во владение к Липтаи.
В 1910 в селе было 836 венгерских жителей, из которых 835 были приверженцами римской католической веры, а 1 иудейской.
В начале XX века село находилось на территории округа Петервашара комитата Хевеш.

## Население
| Год  | Численность | Численность |
| ---- | ----------- | ----------- |
| 2013 | 617         | [ 3 ]       |
| 2014 | 594         | [ 4 ]       |
| 2015 | 591         | [ 5 ]       |
| 2021 | 575         | [ 6 ]       |
| 2022 | 600         | [ 7 ]       |
| 2023 | 621         | [ 8 ]       |
| 2024 | 590         | [ 2 ]       |

Национальный состав населения Бекёльце, согласно переписи населения 2001: венгры — 100 %.

## Достопримечательности
- Римская католическая церковь освящена в честь Богородицы. Современная церковь была построена в 1836—1840 на новом месте, вместо располагавшейся в другом, но впоследствии разрушившейся.
- Мемориал Мировой войны.

## Галерея

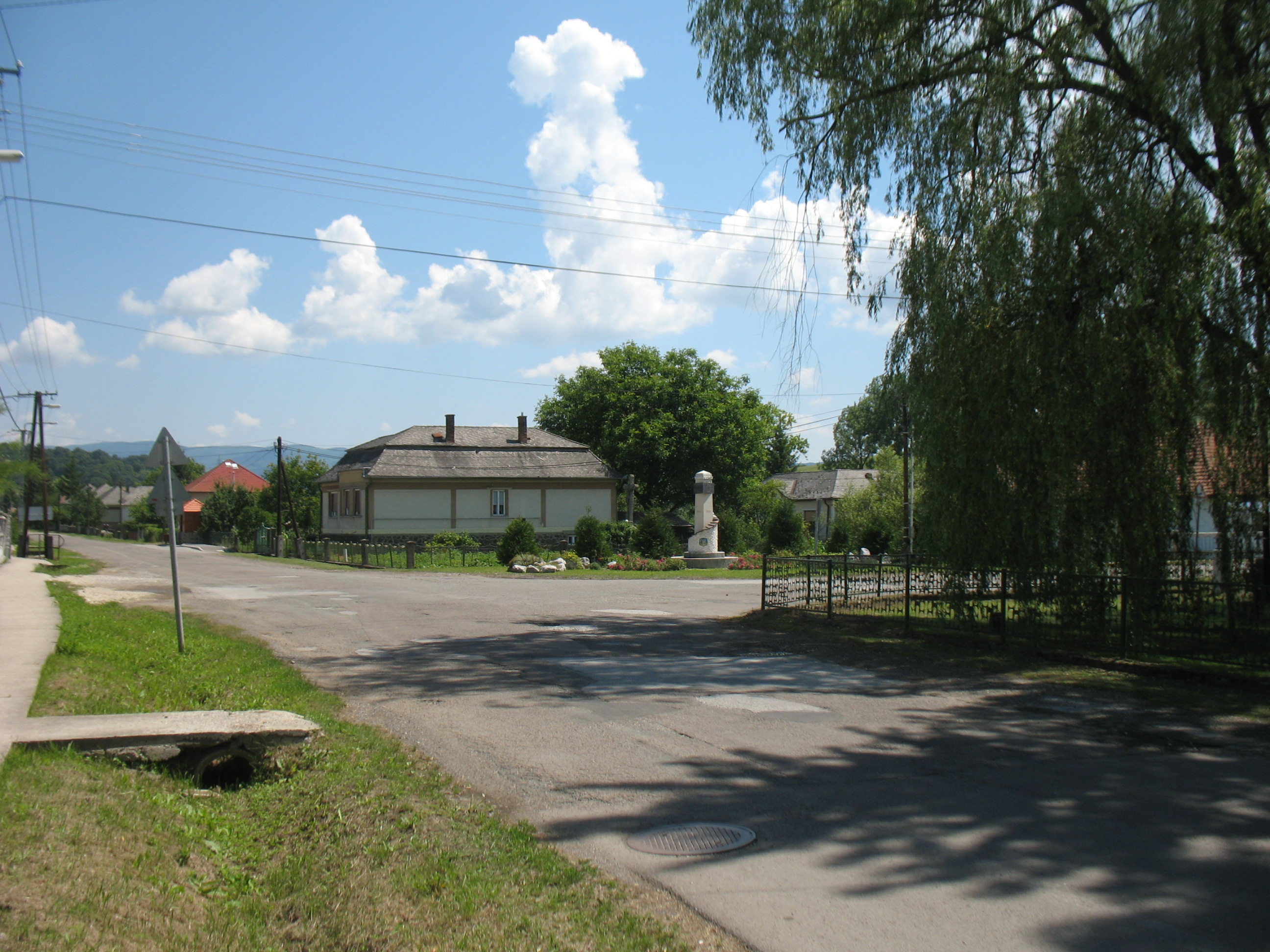
Фрагмент села
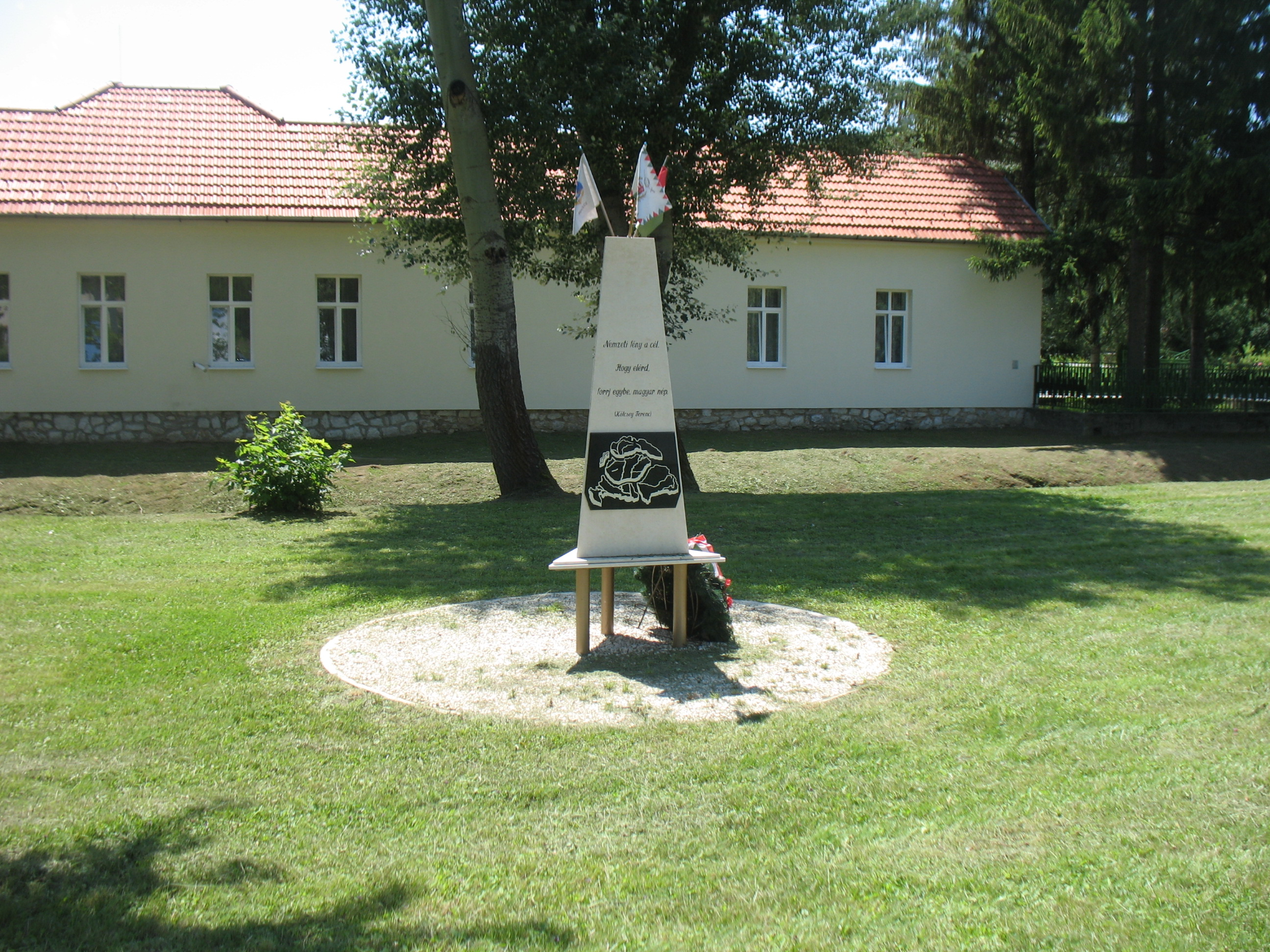
Мемориал Трианона
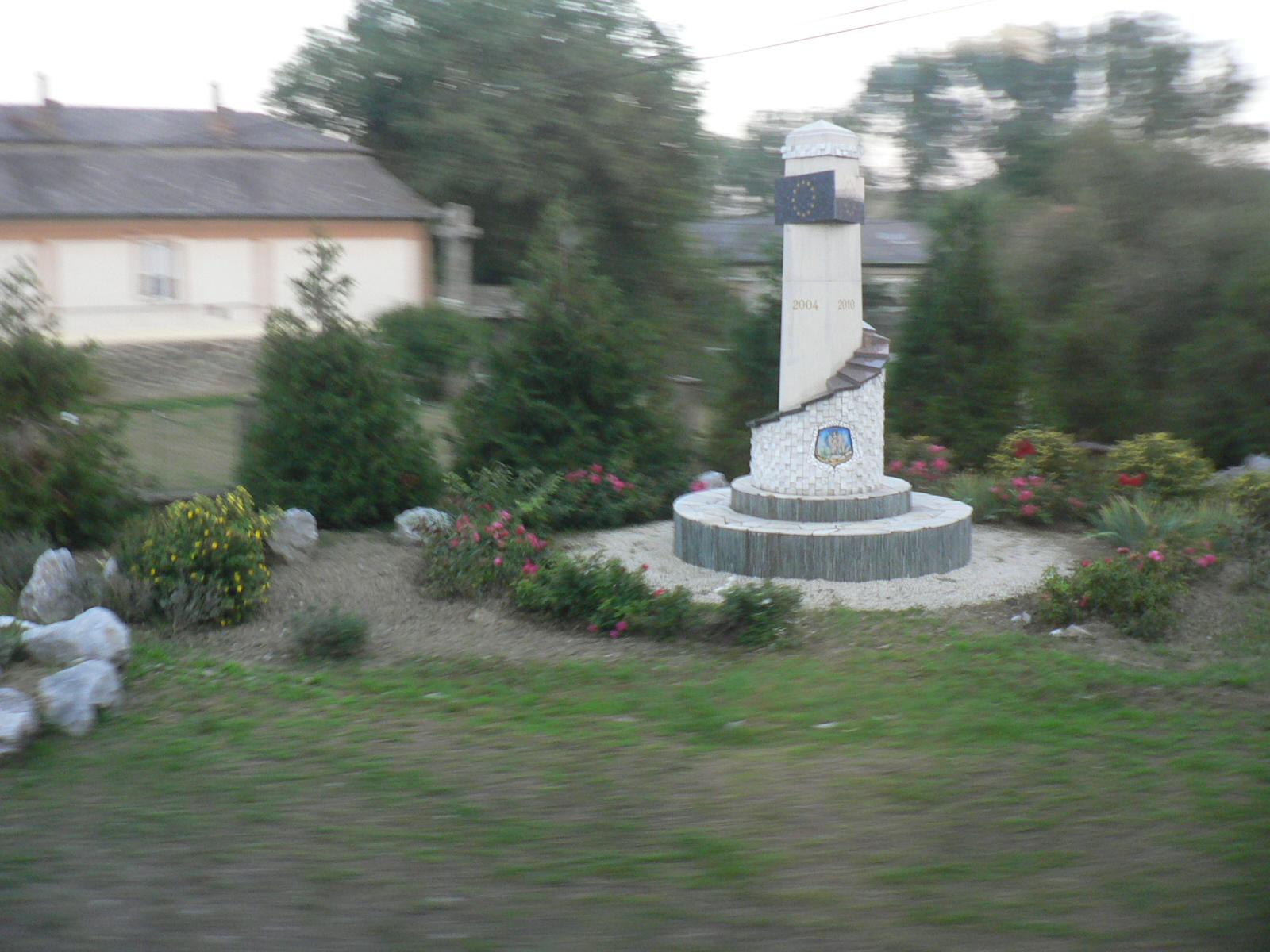
Мемориальный парк в центре села